# 24188 Matthewage
24188 Matthewage là một tiểu hành tinh vành đai chính với chu kỳ quỹ đạo là 1356.0813979 ngày (3.71 năm).
Nó được phát hiện ngày 6 tháng 12 năm 1999.